# Zbigniew Klajnert
Zbigniew Klajnert (ur. 8 stycznia 1936 w Łodzi, zm. 28 maja 2025) – polski geograf, wykładowca, wieloletni radny Rady Miejskiej w Łodzi, były doradca prezydenta Łodzi ds. nauki i szkolnictwa wyższego.

## Życiorys
W 1959 ukończył studia z dziedziny geografii na Uniwersytecie Łódzkim, następnie doktoryzował się z tej dziedziny w Instytucie Geografii PAN. Uzyskał habilitację. Naukowo zajmuje się geografią fizyczną, geomorfologią, paleogeografią czwartorzędu, a w szczególności: kształtowaniem rzeźby terenu w czasie zaniku lądolodu warty, geomorfologią krajów skandynawskich oraz geografią regionu łódzkiego.
Był członkiem Wydziału VII – Nauk o Ziemi i Nauk Górniczych Polskiej Akademia Nauk. W latach 1982–1996 pracował jako profesor oraz kierownik Zakładu Geomorfologii Wydziału Nauk Geograficznych Uniwersytetu Łódzkiego. Był promotorem pięciu prac doktorskich oraz recenzentem licznych prac doktorskich i habilitacyjnych.
W III Rzeczypospolitej rozpoczął działalność w łódzkim samorządzie jako przedstawiciel Łódzkiego Porozumienia Obywatelskiego. W wyborach w 2002 został wybrany radnym z ramienia Ligi Polskich Rodzin. W tym samym roku bez powodzenia ubiegał się o urząd prezydenta miasta uzyskując 6,56% głosów.
W 1993 był kandydatem ZChN na urząd ministra kultury i sztuki, jednak nie zgodził się na to Lech Wałęsa. W 2007 objął funkcję doradcy prezydenta Łodzi Jerzego Kropiwnickiego ds. nauki i szkolnictwa wyższego. W 2009 został uhonorowany Krzyżem Oficerskim Orderu Odrodzenia Polski.

## Wybrane publikacje
- Geneza Wzgórz Domaniewickich i uwagi o sposobie zaniku lodowca środkowopolskiego, Państwowe Wydawnictwo Naukowe, Łódź 1966.
- Górnoplejstoceńskie osady doliny Bobrówki koło Łowicza i ich zawartość malakologiczna, Państwowe Wydawnictwo Naukowe, Kraków 1972.
- Zanik lodowca warciańskiego na Wysoczyźnie Skierniewickiej i jej północnym przedpolu/Waning of the Warta ice-sheet on the Skierniewice Interfluve and its northern foreland, Zakład Narodowy im. Ossolińskich, Wrocław 1978.